# Thor Christoffersson
Thor Holger Christoffersson, senare Thor Christopher (von) Rahden, född 10 november 1929 i Helsingborg, död 26 november 2012 i Helsingborg, var en svensk kulturskribent, glaskonstnär, skulptör, målare och tecknare, även känd under namnet Ödemarksmålaren.
Han var son till disponent Otto Christoffersson och Greta Björkman och från 1955 gift med Britt Persson. Christoffersson avlade studentexamen 1946 och bedrev därefter akademiska studier. Bland hans offentliga arbeten märks Dag Hammarskjölds minnesmärke i Kaitum kapellet och utsmyckning i Kiruna stadshus samt vid FN New York. Christoffersson är representerad vid Nationalmuseum, Nordiska museet, Helsingborgs museum, Luleå museum, Ájtte, Svenskt fjäll- och samemuseum, Tromsø stads museum, Institut Tessin, Vatikanmuseet i Rom, Hammerfests rådhus, Kiruna kommun och i Gustav VI Adolfs samling.